# Tip Tap Rap
Tip Tap Rap är en svensk julsång i rapstil från 1987. Den har bland annat sjungits av musikgruppenThe Jacko Family . Sångtexten innehåller inslag från flera olika julsånger.